# Фуенте-де-Кантос
Фуенте-де-Кантос (ісп. Fuente de Cantos) — муніципалітет в Іспанії, у складі автономної спільноти Естремадура, у провінції Бадахос. Населення — 5048 осіб (2010).
Муніципалітет розташований на відстані близько 330 км на південний захід від Мадрида, 90 км на південний схід від Бадахоса.

## Демографія
Динаміка населення (INE ):